# Ureshino
Ureshino (jap. 嬉野市 Ureshino-shi) ist eine kreisfreie Stadt der Präfektur Saga auf der Insel Kyūshū in Japan.

## Geographie
Ureshino liegt westlich von Fukuoka und Saga.

## Geschichte
Ureshino wurde am 1. Januar 2006 aus der Vereinigung der Gemeinden Shiota (塩田町, -chō) und Ureshino (嬉野町, -chō) des Landkreises Fujitsu gegründet.

## Sehenswürdigkeiten
- Ureshino-Onsen (Heiße Quelle)

## Verkehr
- Straßen:
  - Nagasaki-Autobahn
  - Nationalstraßen 34, 498
- Eisenbahn:
  - JR Kagoshima-Hauptlinie: nach Kokura und Kagoshima
  - JR Nagasaki-Hauptlinie: nach Tosu und Nagasaki

## Angrenzende Städte und Gemeinden

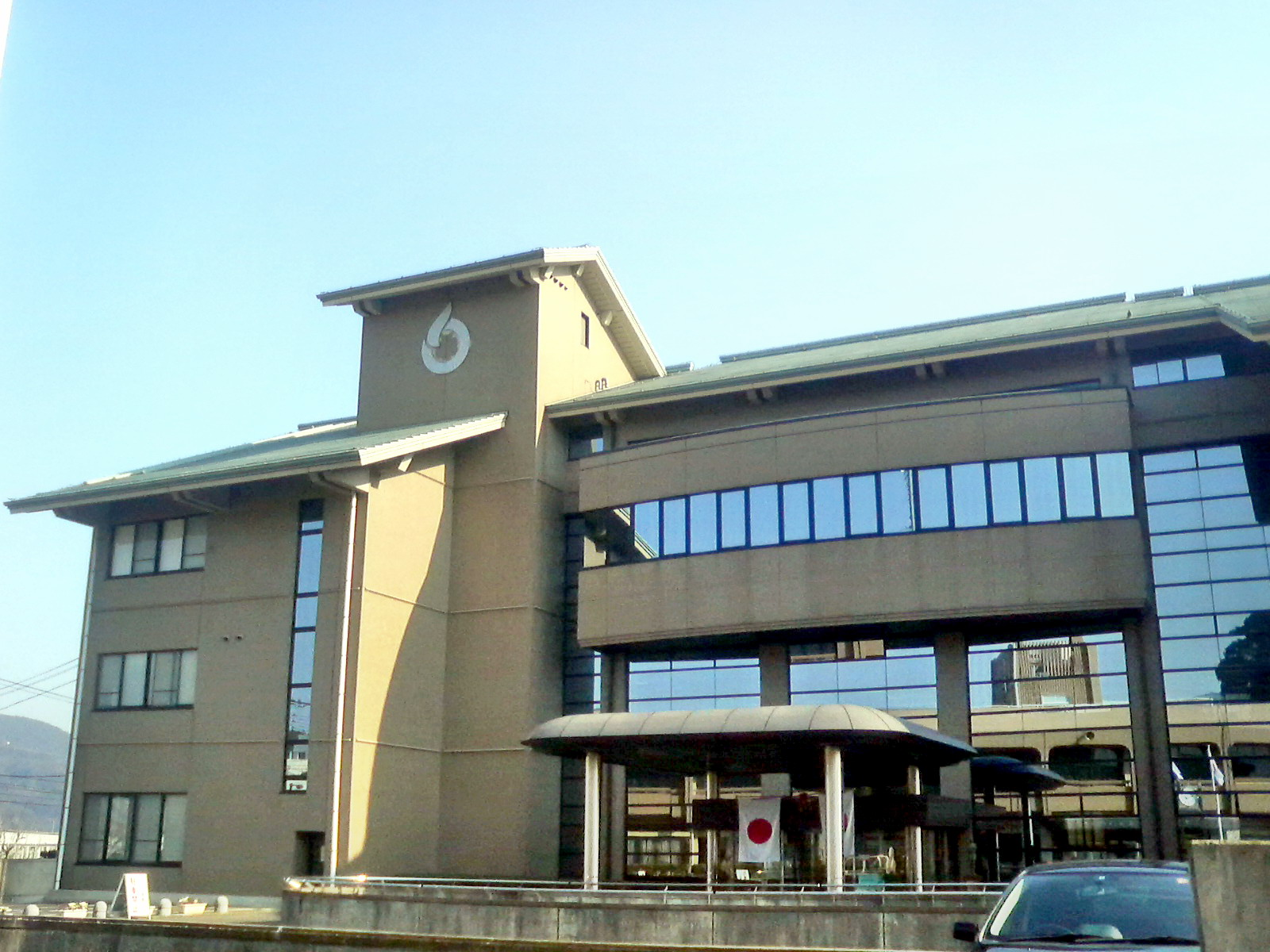
Rathaus von Ureshino

- Präfektur Saga
  - Takeo
  - Kashima
  - Shiroishi
- Präfektur Nagasaki
  - Ōmura
  - Higashisonogi
  - Kawatana
  - Hasami